# Histiotus diaphanopterus
Histiotus diaphanopterus és una espècie de ratpenat de la família dels vespertiliònids. Viu a Bolívia i el Brasil. És un ratpenat de petites dimensions, amb una llargada de cap a gropa de 52–60 mm, els avantbraços de 41,8–47,2 mm, la cua de 43–57 mm, els peus de 7,6–10,9 mm, les orelles de 27–33,1 mm i un pes de fins a 11 g. Com que fou descoberta fa poc, encara no se n'ha avaluat l'estat de conservació.